# Phaenocarpa flammea
Phaenocarpa flammea är en stekelart som beskrevs av Fischer 1975. Phaenocarpa flammea ingår i släktet Phaenocarpa och familjen bracksteklar. Inga underarter finns listade i Catalogue of Life.